# قرار مجلس الأمن التابع للأمم المتحدة رقم 1713
قرار مجلس الأمن التابع للأمم المتحدة رقم 1713، الذي اتخذ بالإجماع في 29 سبتمبر 2006، بعد أن ذكر بالقرارات السابقة بشأن الوضع في السودان، ولا سيما القرارات 1556 (2004)، 1591 (2005)، 1651 (2005) و1665 (2006)، مدد مجلس ولاية لجنة خبراء مراقبة العقوبات ضد انتهاكات حقوق الإنسان في منطقة دارفور حتى 29 سبتمبر / أيلول 2007 وطلب من الأمين العام إضافة خبير آخر إلى الفريق.
تمت صياغة القرار من قبل الولايات المتحدة.

## أعمال
القرار، الذي صدر بموجب الفصل السابع من ميثاق الأمم المتحدة، مدد فريق الخبراء الذي تم إنشاؤه بموجب القرار 1591 وتم تمديده بموجب القرار 1651 حتى 29 سبتمبر 2006 وطلب من الأمين العام تعيين عضو خامس في اللجنة من أجل تنفيذ مهمتها بشكل أفضل. وقد صدرت تعليمات للجنة بتقديم تقرير عن تنفيذ العقوبات والملاحظات على حقوق الإنسان في إحاطة منتصف المدة في 29 مارس / آذار 2007 وتقرير نهائي قبل 30 يومًا من انتهاء تفويضها. تم حث جميع هيئات الأمم المتحدة ذات الصلة، والاتحاد الأفريقي وغيرها على التعاون مع فريق الخبراء واللجنة المنشأة بموجب القرار 1591.

## روابط خارجية
- نص القرار في undocs.org